# Ron Behagen
Ronald Michael "Ron" Behagen (Nueva York, Nueva York; 14 de enero de 1951) es un exjugador de baloncesto estadounidense que jugó en 7 temporadas de la NBA, y una más en la liga italiana. Con 2,05 metros de altura, lo hacía en la posición de ala-pívot.

## Trayectoria deportiva

### Universidad
Tras jugar dos temporadas en el pequeño Community College de Southern Idaho, fue transferido a los Golden Gophers de la Universidad de Minnesota, donde jugó dos temporadas más, en las que promedió 17,1 puntos y 10,0 rebotes por partido. Fue elegido en el mejor quinteto de la Big Ten Conference en 1973.

### Profesional
Fue elegido en la séptima posición del Draft de la NBA de 1973 por Kansas City-Omaha Kings, donde en su primera temporada promedió 11,0 puntos y 7,1 rebotes por partido, lo que le sirvió para ser incluido en el mejor quinteto de rookies. Tras un año más en los Kings, fue traspasado en la temporada 1975-76 junto con una futura segunda ronda del draft a New Orleans Jazz, a cambio de una futura primera ronda. Allí jugó sdu mejor campaña como profesional, promediando 11,5 puntos y 8,4 rebotes por encuentro.
En la temporada 1977-78 fue enviado a Atlanta Hawks copmo compensación del fichaje del agente libre veterano Truck Robinson, quienes a su vez lo enviaron mediada la temporada a Houston Rockets a cambio de dos rondas del draft. Allí sólo jugó 3 partidos antes de ser despedido, firmando hasta el final de la temporada por Indiana Pacers. La temporada 1978-79 la comenzó en Detroit Pistons, pero solo disputó un partido antes de ser despedido. A lo largo de la temporada firmaría sendos contratos de diez días con New York Knicks y Kansas City Kings.
En 1979 decide aceptar la oferta del Antonini Siena de la liga italiana, donde jugó una temporada, promediando 21,9 puntos y 11,7 rebotes por partido. Al fional de la temporada regresó a la NBA, jugando 9 partidos con los Washington Bullets, tras los cuales se retiraría definitivamente.

## Estadísticas de su carrera en la NBA

### Temporada regular
| Temporada | Edad | Equipo                  | Liga | P   | TIT | MIN  | TC  | TCA  | %TC  | 3P  | 3PA | %3P | TL  | TLA | %TL   | R.OF. | R.DEF. | REB | ASIS | ROB | TAP | PER | FP  | PTS  |
| 1973-74   | 23   | Kansas City-Omaha Kings | NBA  | 80  |     | 25.7 | 4.5 | 10.3 | .432 |     |     |     | 2.0 | 2.7 | .764  | 2.4   | 4.7    | 7.1 | 1.7  | 0.7 | 0.5 |     | 3.6 | 11.0 |
| 1974-75   | 24   | Kansas City-Omaha Kings | NBA  | 81  |     | 27.2 | 4.1 | 10.3 | .399 |     |     |     | 2.5 | 3.3 | .754  | 1.8   | 5.5    | 7.3 | 1.9  | 0.7 | 0.5 |     | 3.7 | 10.7 |
| 1975-76   | 25   | New Orleans Jazz        | NBA  | 66  |     | 26.3 | 4.7 | 10.5 | .446 |     |     |     | 2.2 | 2.7 | .804  | 2.9   | 5.5    | 8.4 | 2.1  | 1.0 | 0.4 |     | 3.4 | 11.5 |
| 1976-77   | 26   | New Orleans Jazz        | NBA  | 60  |     | 19.5 | 3.6 | 8.5  | .418 |     |     |     | 1.5 | 2.1 | .714  | 2.4   | 4.8    | 7.2 | 1.4  | 0.7 | 0.3 |     | 2.8 | 8.6  |
| 1977-78   | 27   | TOTAL                   | NBA  | 80  |     | 21.7 | 4.3 | 10.1 | .430 |     |     |     | 2.2 | 3.1 | .725  | 2.5   | 3.9    | 6.4 | 1.3  | 0.8 | 0.4 | 2.2 | 3.3 | 10.9 |
| 1977-78   | 27   | Atlanta Hawks           | NBA  | 26  |     | 22.0 | 4.5 | 9.6  | .470 |     |     |     | 2.0 | 2.7 | .729  | 2.0   | 4.6    | 6.7 | 1.3  | 1.2 | 0.5 | 2.2 | 3.7 | 11.0 |
| 1977-78   | 27   | Houston Rockets         | NBA  | 3   |     | 11.0 | 2.3 | 3.7  | .636 |     |     |     | 0.0 | 0.3 | .000  | 0.7   | 1.7    | 2.3 | 0.7  | 0.0 | 0.0 | 1.0 | 2.0 | 4.7  |
| 1977-78   | 27   | Indiana                 | NBA  | 51  |     | 22.2 | 4.4 | 10.7 | .408 |     |     |     | 2.5 | 3.5 | .727  | 2.9   | 3.7    | 6.5 | 1.3  | 0.6 | 0.4 | 2.2 | 3.1 | 11.2 |
| 1978-79   | 28   | TOTAL                   | NBA  | 15  |     | 11.0 | 1.9 | 4.1  | .452 |     |     |     | 0.7 | 0.9 | .769  | 0.9   | 1.9    | 2.8 | 0.5  | 0.3 | 0.1 | 0.7 | 2.4 | 4.4  |
| 1978-79   | 28   | Detroit Pistons         | NBA  | 1   |     | 1.0  | 0.0 | 0.0  |      |     |     |     | 0.0 | 0.0 |       | 0.0   | 0.0    | 0.0 | 0.0  | 0.0 | 0.0 | 1.0 | 1.0 | 0.0  |
| 1978-79   | 28   | New York Knicks         | NBA  | 5   |     | 7.6  | 1.0 | 2.4  | .417 |     |     |     | 0.4 | 0.4 | 1.000 | 0.4   | 1.8    | 2.2 | 0.4  | 0.4 | 0.0 | 0.8 | 1.6 | 2.4  |
| 1978-79   | 28   | Kansas City Kings       | NBA  | 9   |     | 14.0 | 2.6 | 5.6  | .460 |     |     |     | 0.9 | 1.2 | .727  | 1.2   | 2.2    | 3.4 | 0.6  | 0.2 | 0.1 | 0.7 | 3.0 | 6.0  |
| 1979-80   | 29   | Washington Bullets      | NBA  | 6   |     | 10.7 | 1.5 | 3.8  | .391 | 0.0 | 0.0 |     | 0.8 | 1.0 | .833  | 1.0   | 1.3    | 2.3 | 1.2  | 0.0 | 0.7 | 0.7 | 2.3 | 3.8  |
| Total     |      |                         | NBA  | 388 |     | 23.5 | 4.1 | 9.7  | .425 | 0.0 | 0.0 |     | 2.0 | 2.7 | .754  | 2.3   | 4.7    | 7.0 | 1.6  | 0.7 | 0.4 | 1.9 | 3.3 | 10.3 |

### Playoffs
| Temporada | Edad | Equipo                  | Liga | P | MIN | TCA | TC | 3PA | 3P | TLA | TL | R.OF. | REB | ASIS | ROB | TAP | PER | FP | PTS | %TC  | %3P | %FT   | MIN  | PTS | REB | AST |
| 1974-75   | 24   | Kansas City-Omaha Kings | NBA  | 6 | 108 | 22  | 43 |     |    | 3   | 3  | 4     | 29  | 6    | 1   | 2   |     | 28 | 47  | .512 |     | 1.000 | 18.0 | 7.8 | 4.8 | 1.0 |
| 1979-80   | 29   | Washington Bullets      | NBA  | 2 | 14  | 2   | 7  | 0   | 0  | 0   | 0  | 1     | 2   | 3    | 0   | 0   | 1   | 4  | 4   | .286 |     |       | 7.0  | 2.0 | 1.0 | 1.5 |
| Total     |      |                         | NBA  | 8 | 122 | 24  | 50 | 0   | 0  | 3   | 3  | 5     | 31  | 9    | 1   | 2   | 1   | 32 | 51  | .480 |     | 1.000 | 15.3 | 6.4 | 3.9 | 1.1 |